# Théâtre de la Cité internationale
Le théâtre de la Cité internationale est une salle de spectacles parisienne située 17, boulevard Jourdan, dans le XIVe arrondissement au sein de la Cité internationale universitaire de Paris.

## Histoire

### Débuts
Financé grâce à un don de John Davison Rockefeller Junior, le théâtre est inauguré en 1936 par le président Albert Lebrun.
En 1968, André Malraux nomme André-Louis Perinetti directeur. Il arrive dans une cité traversée par les mouvements de mai 68 et reçoit alors la mission de proposer une programmation audacieuse.
À cette époque, une seule salle accueille le public. Il s’agit du « Grand Théâtre » d’une capacité de 1000 places. S’ensuit une époque d’agrandissement et d’adaptation aux exigences du théâtre d’alors. Perinetti propose en 1969 à Jean-Marie Patte de venir prendre possession d’un ancien atelier de menuiserie. Cette toute petite salle nommée « Le Jardin » accueillera ses créations pendant quatre ans. 
D’autre part, la salle de « la Galerie » naît de la transformation de l’ancienne salle des fêtes. Enfin, la salle de la Resserre située au 3e étage de la Maison Internationale, au-dessus de la bibliothèque ouvre ses portes à l’emplacement de l’ancienne orangerie.
Durant cette période, le théâtre se remarque dans la scène parisienne grâce à la venue d’artistes tels que Jérôme Savary, le Bread and Puppet, La Mamma de New York, l’Odin Theater pour ne citer qu’eux.
En 1972, Guy Caron lui succède jusqu'à son départ à la retraite en 1991. Sous sa direction, la programmation se recentre peu à peu sur la scène nationale, et le répertoire se fait plus classique. Dans les années 1980 le théâtre peine à fidéliser son public.
Pendant 17 ans, Nicole Gautier assure la direction du théâtre qui devient un lieu majeur de la création contemporaine accueillant les formes les plus variées du spectacle vivant : théâtre, danse, mais aussi marionnettes, théâtre visuel, en tentant d’attirer un large public.

### Réhabilitation du théâtre entre 2002 et 2004
Durant cette période, le théâtre connaît un réaménagement de fond. Après une première rénovation dans les années 1970, les salles ne sont plus adaptées pour les dispositifs scéniques de la création contemporaine, les échos souterrains du RER B passant en dessous de la Maison Internationale qui l’abrite nuisent aux représentations et la vétusté des locaux pose des problèmes de sécurité.
Les trois architectes retenus pour mener cette réhabilitation sont Xavier Fabre, Vincent Steller et Philippe Pumain. Ils se proposent de ne garder que les murs et la coupole de 1925. Le grand espace ainsi dégagé permet de créer au sous-sol la salle de la Galerie, contenant 230 places. Sobre et modulable, cette salle possède un gradin amovible permettant de s’adapter à divers dispositifs scéniques. Au-dessus, la salle de la Coupole est repensée sur un plan italien avec cadre de scène, parterre et balcon comptabilisant respectivement 320 et 140 places. L’ensemble est enveloppé par une coque habillée de bois percée de baies faisant référence au Théâtre du Globe et à la tradition élisabéthaine, ainsi que jouant un rôle dans l’acoustique de la salle.
Grâce à ces travaux, une seule aile de la maison internationale concentre les trois salles du théâtre ainsi que les locaux de l’administration, les studios des artistes et le café du théâtre.
La rénovation est financée de concert par le ministère de la Culture, le Conseil régional d’Île de France, la Ville de Paris et la Cité internationale universitaire de Paris. La technique d’insonorisation des fondations à ressorts antivibratiles s’avère onéreuse et s’élève à 15 % du prix total.
Pendant ces trois années de travaux, l’activité artistique n’est pas pour autant absente des lieux. En effet, Mark Tompkins et sa compagnie IDA profitent de ce cadre pour y mener des recherches artistiques à la manière d’une des entreprises présentes sur les lieux dans un projet nommé « En chantier » qui durera toute la durée de la réhabilitation. Le public y est convié durant « les visites de chantier » qui ont lieu trois fois par an pour assister à des performances. L’équipe est pluridisciplinaire (vidéastes, danseurs, musiciens et éclairagistes), ensemble ils s’inspirent d’un environnement en mutation permanente et questionnent la relation entre processus et produit.

### Crise de 2016
Le 1er mai 2008, Pascale Henrot prend ses fonctions de directrice du théâtre de la Cité internationale, qu'elle quitte en mai 2014.
En 2016, le théâtre fait alors face à une situation problématique qui engage sa survie et alerte la presse nationale,. En premier lieu, le théâtre n’a plus de directeur depuis le départ de Pascale Henrot car la fondation de la Cité U ne lance alors aucun appel d'offres pour la remplacer. En outre, cette fondation a souhaité diminuer de moitié sa dotation s’élevant à 880 000 euros. De leur côté, les autres financeurs que sont le Ministère de la culture (France) (1,3 million d’euros), la région Île de France, et la Ville de Paris ne souhaitent pas compenser ce retrait de l’acteur historique.
Dans une lettre datée du vendredi 12 février 2016 et accompagnée d’un préavis de grève, l’équipe exprime son inquiétude à la ministre de la culture Audrey Azoulay, soulignant le risque de réduction de la masse salariale et pointant la contradiction d’une diminution de l’activité du théâtre alors même que celui-ci avait été rénové une dizaine d’années auparavant.
Le 26 mai 2016, Marc Le Glatin est nommé directeur. Dans la lignée de ses prédécesseurs, le nouveau directeur réaffirme l’importance du théâtre de la cité internationale comme terreau pour la jeune création qui sera accompagnée et programmée dans ses murs.

### Le théâtre aujourd'hui
Le 1er septembre 2025, Frédérique Aït-Touati devient la nouvelle directrice du théâtre et succède à Marc Le Glatin.